# Frölundaborgs isstadion
Das Frölundaborgs isstadion (deutsch „Frölundaborg-Eisstadion“) ist eine Eissporthalle im Stadtteil Västra Frölunda der schwedischen Stadt Göteborg, Västra Götalands län. Die Halle ist Trainings- und Ausweichspielstätte des Eishockeyclubs Frölunda HC aus der Svenska Hockeyligan (SHL), wenn das Scandinavium durch andere Veranstaltungen nicht verfügbar ist. Der Bau wird auch für Eiskunstlauf und Handball genutzt und verfügt über 7527 Plätze, davon sind 2527 Sitz- und 5000 Stehplätze. Der Eigentümer ist die Gemeinde Göteborg und der Betreiber ist das städtische Unternehmen Got Event Aktiebolag.

## Geschichte
In den 1960er Jahren wurde in Göteborg über den Bau einer Halle für den Eishockey diskutiert. Durch die schlechte Wirtschafts- und Arbeitsmarktlage verliefen die Pläne im Sand und wurden nicht weiterverfolgt. Daraufhin starteten die Eishockeyvereine und Fans, in Zusammenarbeit mit der Göteborgs sparbank, eine große Spendenaktion. Sie war erfolgreich und es wurden über vier Mio. SEK gesammelt. Das Frölundaborgs isstadion wurde gebaut und am 12. September 1967 mit einem Freundschaftsspiel zwischen dem Västra Frölunda IF und der schwedischen Eishockeynationalmannschaft (4:3) eröffnet. 2009 wurde die Halle renoviert. Sie verfügt z. B. über eine kleine Trainingshalle, ein Restaurant mit 200 Plätzen, Tagungsräume mit etwa 40 Plätzen und einen Fitness- und Rehabereich.
Neben dem Sport finden in der Halle u. a. auch Messen, Konzerte und andere Großveranstaltungen statt.
Das Frölundaborgs isstadion wurde neben dem Scandinavium im März 2019 von der IIHF zunächst als Austragungsort der Eishockey-Weltmeisterschaft der U20-Junioren 2022 ausgewählt. Man tauschte mit den kanadischen Städten Edmonton und Red Deer die WM-Turniere 2022 und 2024. Die Titelkämpfe sollen vom 26. Dezember 2023 bis zum 5. Januar 2024 in Göteborg stattfinden.